# Lúcio Papírio Crasso (cônsul em 336 a.C.)
Lúcio Papírio Crasso (em latim: Lucius Papirius Crassus) foi um político da gente Papíria da República Romana, eleito cônsul por duas vezes, em 336 e 330 a.C., com Cesão Duílio e Lúcio Pláucio Venão respectivamente. Foi também ditador em 340 a.C.. Era filho de Lúcio Papírio Crasso, tribuno consular em 368 a.C., e irmão de Marco Papírio Crasso, ditador em 332 a.C..

## Ditadura (340 a.C.)
Lúcio Papírio foi nomeado ditador em 340 a.C. pelo cônsul Tito Mânlio Imperioso Torquato, que retornou a Roma doente depois de ter derrotado os latinos na Batalha de Trifano, para conduzir a campanha contra os volscos de Âncio, que haviam realizado raides contra Óstia, Ardea e Solonio. Lúcio Papírio, durante seu mandato, não conseguiu realizar nenhuma ação decisiva contra eles. Seu mestre da cavalaria foi Lúcio Papírio Cursor.

## Primeiro consulado (336 a.C.)
Em 336 a.C., foi eleito cônsul com Cesão Duílio. Este ano foi notável principalmente por causa da guerra contra os ausônios, um povo que habitava a cidade de Cales e que havia se aliado aos vizinhos, os sidicínios, contra os romanos. Os dois povos foram derrotados numa batalha de pouca importância e forçados a fugir. Depois desta vitória, Lúcio Papírio e Cesão Duílio decidiram não perseguir os inimigos derrotados para destruí-los. O Senado, porém, que não gostava nem um pouco dos sidicínios por causa das constantes agressões contra os romanos no passado, ficaram incomodados com a decisão dos cônsules de permitirem que eles recuassem em paz. Por isso, no ano seguinte, os senadores elegeram cônsul Marco Valério Corvo, um renomado comandante militar, para lidar com os sidicínios, o que os cônsules de 336 a.C. foram incapazes de fazer.

## Segundo consulado (330 a.C.)
Lúcio Papírio foi eleito cônsul novamente em 330 a.C., desta vez com Lúcio Pláucio Venão. No começo do mandato, enviados volscos chegaram a Roma vindos de Fabreteria e Lucânia. Eles buscavam proteção contra as incursões samnitas e prometeram que, se os romanos os protegessem, se submeteriam ao jugo romano. Lúcio Papírio e Lúcio Pláucio aceitaram o pedido de proteção e alertaram os samnitas contra novas incursões em território volsco. Os samnitas, despreparados para a guerra, cessaram de imediato suas ações. Neste mesmo ano, a guerra começou contra Priverno e suas cidades aliadas, como Fundos. O comandante dos privernatos, Vitrúvio Vaco, era fundaniano e bem conhecido em sua terra e também em Roma, onde tinha uma casa no monte Palatino, que acabou demolida e o local, rebatizado de "Campo Vacino". Enquanto Vitrúvio liderava raides contra as terras de Setia, Norba e Cora, Lúcio Papírio se lançou ao seu encontro e acampou perto do acampamento de Vitrúvio. Este não se defendeu com um baluarte contra um oponente mais forte e não tinha um plano sobre como empregar suas forças. Seus homens frequentemente procuravam formas e possibilidades de fugir ao invés de lutar. Lúcio Papírio os derrotou Vitrúvio decisivamente e sem muito esforço. O inimigo também sofreu poucas baixas, o resultado, em parte, do espaço apertado do campo de batalha e da proximidade do acampamento de Vitrúvio. Conforme a noite caía, as forças de Vitrúvio conseguiram recuar para Priverno em uma coluna bem formada. Lúcio Pláucio, enquanto isso, marchava de Priverno até o território de Fundos, onde arrasou a zona rural. O Senado de Fundos decidiu marcar um encontro com Lúcio Pláucio para implorar a paz e um perdão para Vitrúvio. Em troca, a cidade se submeteria a Roma. Estes termos foram aceitos por Lúcio Pláucio e Fundos tornou-se uma província romana, com a cidadania romana estendida para todos os cidadãos em território romano. Enquanto Priverno continuava cercada por ambos os exércitos consulares, um deles foi reconvocado a roma para realizar as eleições consulares.
Em 330 a.C., Alexandre do Epiro liderou uma expedição ao sul da Itália, durante a qual ele próprio acabou assassinado em Pandosa.

## Anos finais
Foi censor em 318 a.C. com Caio Mênio Públio.